# Григорій Бут
Григорій Бут (поч. XVII ст. — після 1649) — український військовий діяч доби Богдана Хмельницького.

## Життєпис
Відомостейпро нього обмаль. Ймовірно був з реєстрових козаків. 1648 року приєднався до повстання Богдна Хмельницького. Брав у часть у захопленні Чернігова, де з фактично не було укріплень з 1616 року. Разом з Адамом Лемкою та Ахземою з Седніва був організатором Чернігівського полку. Восени від Хмельницького отримав універсал на його затвердження. Втім 1649 року за наказом останнього передав владу Мартину Небабі.
Остання згадка відноситься до весни 1649 року, коли Григорій Бут очолював одну з сотен Чернгіівського полку (яку саме невідоме. ймовірніше полкову Чернігівську), брав участь в захопленні Гомеля.